# Manoir du Vertin
Le manoir du Vertin est situé à Sarzeau en France.

## Localisation
Le manoir est situé sur le territoire de la commune de Sarzeau, au lieu-dit le Vertin, dans le département du Morbihan en région Bretagne.

## Description
Le manoir date du XVIe siècle. Édifice dans une cour fermée, de plan allongé. Le logis ouest est construit en moellons de granite (à l'exception de la façade antérieure cimentée vers 1960) , escalier demi hors-œuvre (probablement escalier à vis sans jour) , toiture à longs pans recouverte d'ardoises, pignon découvert, tourelle d'escalier couverte d'un toit à noue ; logis ouest en moellon, élévation à travées, escalier dans-œuvre, toit à longs pans à pignon découvert. Étables en moellon, à comble à surcroît, toit à longs pans à pignon découvert, puits en pierre de taille.

## Historique
Le logis est du XVIe siècle, peut-être construit pour la famille _Botherel, premier propriétaire connu en 1560. Elévation antérieure très remaniée au milieu du XXe siècle. Dépendances en alignement à l'ouest du début du XVIIe siècle, transformées en logis et surélevées d'un étage au XVIIIe siècle. Étables à l'ouest, puits et enclos du XVIe siècle ou du XVIIe siècle.
Le manoir est inscrit à l'inventaire général du patrimoine culturel.